# Gers (rivier)

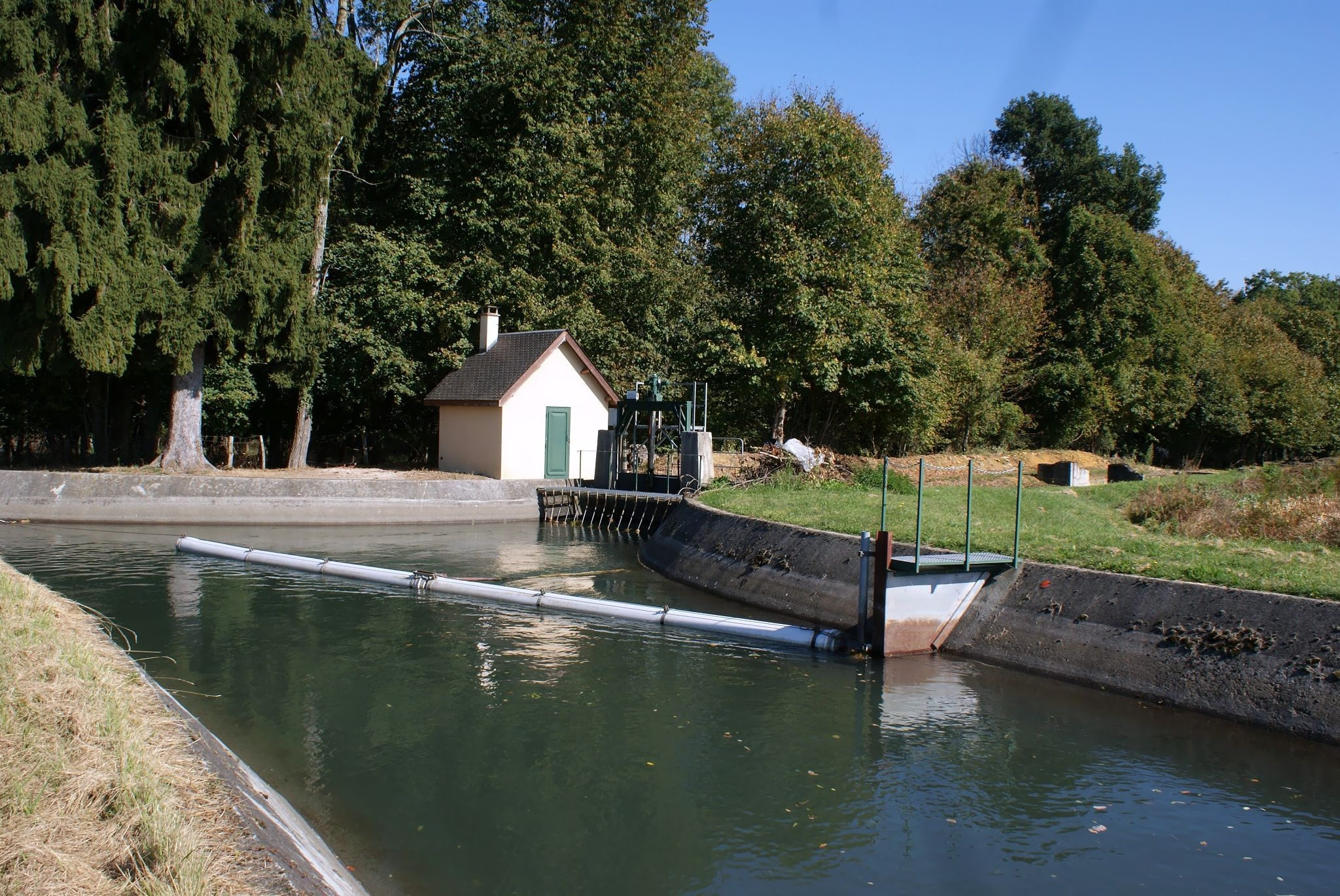
Schut waar de Gimone en de Gers (deels) uit het kanaal van de Neste ontspringen.

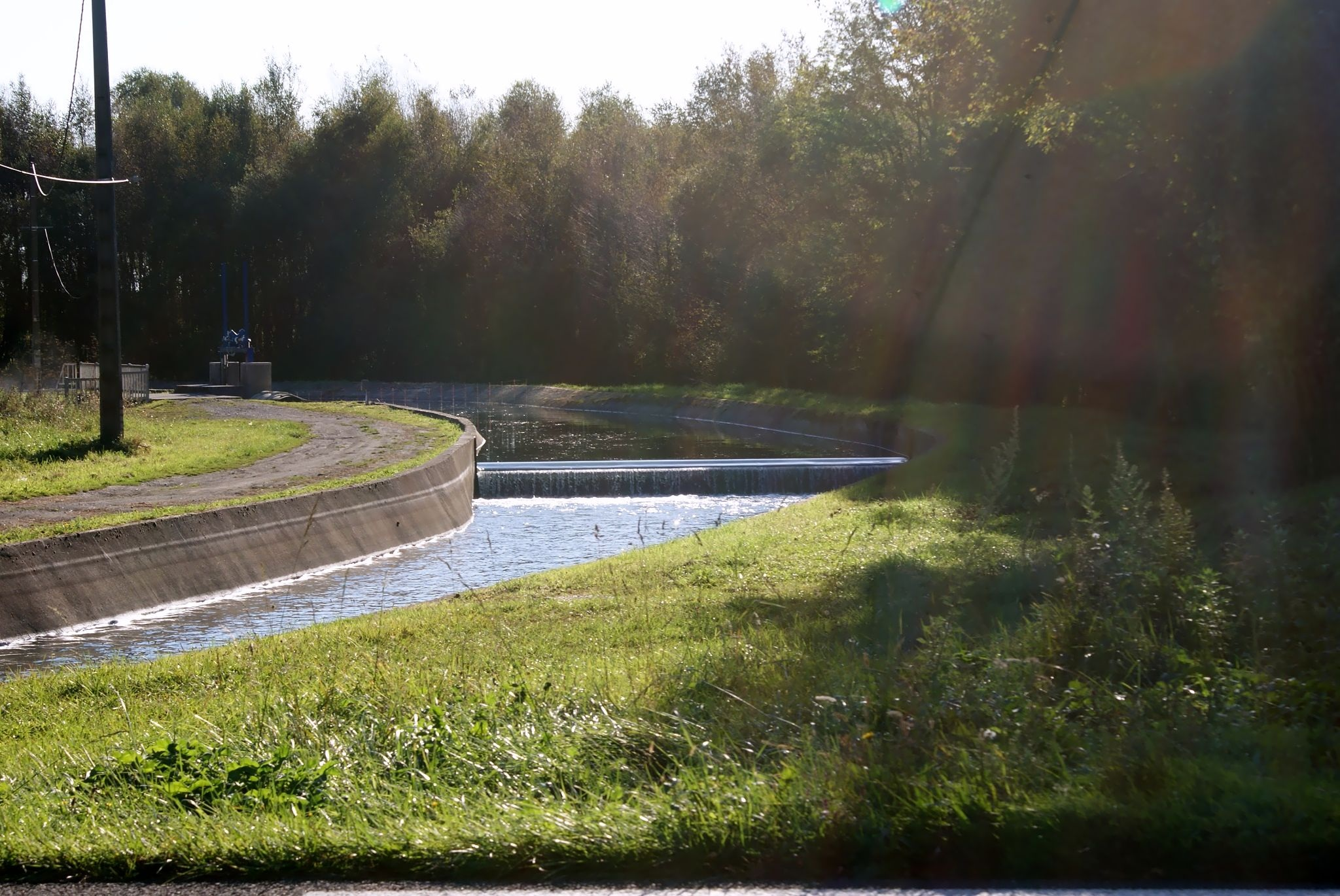
Schut waar de Gers (deels; zie ook foto 1) uit het kanaal van de Neste ontspringt.

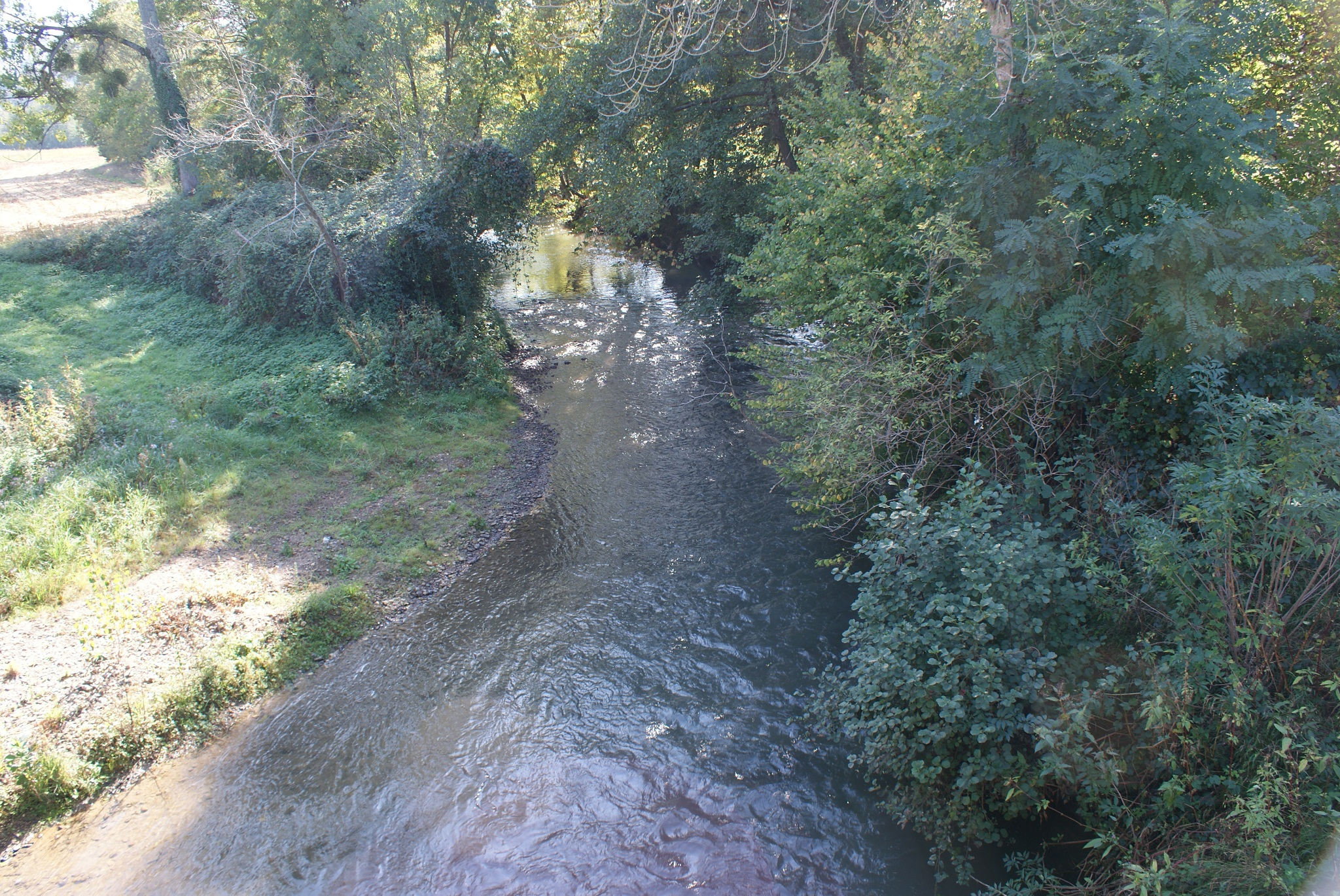
De Gers bij Sariac-Magnoac

De Gers is een Zuid-Franse rivier.

## Bron en loop
De Gers heeft een lengte van 175,4 km. Zij ontspringt bij Lannemezan in het departement Hautes-Pyrénées op het plateau van Lannemezan uit het kanaal van de Neste (Fr: Canal de la Neste). Zij mondt ten oosten van het dorp Boé in de gelijknamige commune uit in de linkeroever van de Garonne. De rivier doorkruist ook de departementen Haute-Garonne, Gers in de regio Occitanie en Lot-et-Garonne in de regio Nouvelle-Aquitaine.

## Gemeenten
Hieronder een lijst van de gemeenten die door de Gers worden aangedaan.
| - Lannemezan; - Pinas; - Uglas; - Villeneuve-Lécussan; - Rejaumont; - Clarens; - Lécussan; - Tajan; - Arné; - Boudrac; - Monlong; - Lassales; - Gaussan; - Laran; - Caubous; | - Monléon-Magnoac; - Cizos; - Lalanne; - Devèze; - Aries-Espénan; - Castelnau-Magnoac; - Sariac-Magnoac; - Mont-d'Astarac; - Chélan; - Monlaur-Bernet; | - Arrouède; - Panassac; - Esclassan-Labastide; - Masseube; - Pouy-Loubrin; - Labarthe; - Seissan; - Ornézan; - Sansan; - Orbessan; - Boucagnères; - Lasseube-Propre; - Auterive; - Pavie; | - Auch; - Montaut-les-Créneaux; - Preignan; - Roquelaure; - Sainte-Christie; - Roquefort; - Gavarret-sur-Aulouste; - Puységur; - Montestruc-sur-Gers; - Céran; - Fleurance; - Urdens; - Pauilhac; | - Castelnau-d'Arbieu; - Lectoure; - Castéra-Lectourois; - Saint-Martin-de-Goyne; - Sempesserre; - Saint-Mézard; - Pergain-Taillac; - Astaffort; - Fals; - Layrac; - Boé. |  |

## Zijrivieren van de Gers
De belangrijkste zijrivieren zijn de:
| - Cédon - Sousson - Cier | - Gèze - Ousse - Arçon | - Talauch - Ourlan - Merdan | - Aulouste - Rieutor - Hiron | - Rigole |  |